# 18 Wheeler: American Pro Trucker
18 Wheeler: American Pro Trucker är ett racingspel utvecklat till Segas NAOMI-arkadmaskin 2000. Spelet släpptes sedan till Dreamcast, Playstation 2 och Gamecube.

## Spelsystemet
Spelet går ut på att köra en last till mål under en viss tid. Det finns fem olika personer man kan välja att köra med.
- Asphalt Cowboy
- Long Horn
- Stream Line
- Highway Cat
- Nippon Maru